# Niels Thomsen (historiker)
 Der er flere personer med dette navn, se Niels Thomsen.
Niels Jørgen Thomsen (21. april 1930 på Frederiksberg – 30. december 2011) var en dansk historiker.
Niels Thomsen var søn af søn af redaktør og modstandsmand Sigurd Thomsen (dræbt under modstandskampen 1944) og hustru, blev student fra Herlufsholm i 1949, studerede derefter historie og fransk på Københavns Universitet, i hvilke fag han blev cand. mag. i 1957. I studietiden boede han på 4. Maj Kollegiet på Frederiksberg. Han blev dr. phil. i 1972 med afhandlingen Dagbladskonkurrencen 1870-1970 (udgivet i to bind samme år).
I perioden 1958-1965 var han leder af Dansk Pressemuseum. Fra 1959 og frem til 1970 var han forelæser ved Journalisthøjskolen, i 1965 blev han amanuensis i økonomisk historie ved Københavns Universitet. En stilling han beholdt til 1971 hvor han blev lektor i statskundskab, fra 1973 professor og samme år professor i nyere historie. Han blev pensioneret i 2000.
Niels Thomsen har fortrinsvis beskæftiget sig med økonomisk historie og pressehistorie. Således var han redaktør af Pressens Årbog (1968-1992), og han udgav hovedværket Den Danske Aviser (sammen med Jette D. Søllinge) i 3 bind 1988-1991.
29. april 1976 blev han medlem af Det kongelige danske Selskab for Fædrelandets Historie. 15. maj 2002 blev han af Dansk Folkeparti udpeget som dette partis repræsentant i rådet for Det Danske Center for Menneskerettigheder.
Han var gift med arkivaren og historikeren Birgit Nüchel Thomsen (død 2009).